# Pterocheilus mexicanus
Pterocheilus mexicanus är en stekelart som beskrevs av Henri Saussure 1870. Pterocheilus mexicanus ingår i släktet palpgetingar, och familjen Eumenidae. Inga underarter finns listade i Catalogue of Life.